# ريتشارد لانج
ريتشارد لانج (بالإنجليزية: Richard Lange)‏‏ (أكتوبر 1961 في أوكلاند، كاليفورنيا - ) روائي من الولايات المتحدة.

## الجوائز
- زمالة غوغنهايم